# Агостіно Карраччі
Агостіно Карраччі (італ. Agostino Carracci, 16 серпня 1557 — 22 березня 1602) — італійський художник, гравер, представник Болонської школи живопису.

## Біографія
Походив з відомої мистецької родини Карраччі. Агостіно збирався стати ювеліром, але піддався на умовляння свого двоюрідного брата Лодовіко і став художником. Він вчився живопису у Просперо Фонтани, Бартоломео Пассеротті і Доменіко Тібальді.
З 1580 року подорожував по Ломбардії, побував у Венеції у 1582, 1587, 1589 роках, мешкав у Пармі у 1586—1587 роках. Великий вплив на становлення Агостіно як художника справив його двоюрідний брат, художник Лодовіко Карраччі. Володіючи великою начитаністю, в організованій братами Аннібале й Лодовіко Карраччі Агостіно читав лекції в Академії з теорії мистецтва.
З 1598 року працював у Римі для родини Фарнезе, у 1600—1602 роках займався розписом палацу для Рануччо I, герцога Парми та П'янченци. Під час виконання цих робіт Агостіно Карраччі й помер.

## Творчість
Агостіно був більш відомим гравером, ніж його брат Аннібале. Наслідуючи Корнеліса Корта, він досяг великих висот у майстерності гравіювання. З 1574 року почав свою кар'єру копіюванням творів представників болонського маньєризму, потім Мікеланджело, Федеріко Бароччі, Тінторетто, Антоніо Кампі, Веронезе і Корреджо.
Найбільш відомі з його гравюр: «Розп'яття» (з Тінторетто, 1589), «Еней і Анхіс» (з Бароччі, 1595), «Богородиця з Немовлям» (з Корреджо), «Спокуса св. Антонія», «Св. Ієронім» (з Тінторетто), а також деякі гравюри з власних робіт. Агостіно Карраччі здобув популярність завдяки своїм гравюрам еротичного змісту, так званим Позам Аретіно.
Його нечисленні живописні твори відрізняються правильністю малюнка і світлим, веселим колоритом. Найкращі з них — вівтар Мадонни з немовлям і святими, 1586, Національна галерея Парми; фрески 1598 року в Палаццо Фарнезе у Римі, виконані разом з братом Аннібале, «Причастя св. Ієроніма» (1592) і «Вознесіння Богородиці» у Національні пінакотеці Болоньї.